# Раміт
Державний природний заповідник «Раміт» (Роміт, тадж. Мамнӯъгоҳи давлатии табии Ромит) — особливо охоронювана природна територія Таджикистану. Загальна площа 16,2 тис. га. Організований постановою уряду Таджицької РСР у 1959 році на площі 161,39 квадратного кілометра (16 139 гектарів). У 1990 році із земель заповідника було вилучено 100 гектарів для відродження кишлаків Коху та Новаки Поён Орджонікідзеабадського району. Розташований у мальовничій Рамітській ущелині, недалеко від міста Вахдат.
Територія заповідника розташована на висоті 1176—3195 м над рівнем моря, на південному схилі Гісарського хребта, у верхів'ях річки Кафірніган. Заповідник має форму трикутника, утвореного із західного боку річкою Сардаї-Мієна, зі східної — річкою Сорво та з північної — каньйоподібними ущелинами річок Ушрут та Вашрут. Вершина трикутника орієнтована на південь і розташована в місці злиття річок Сардаї-Мієна і Сорва, що утворюють річку Кафірніган. Рамітською ущелиною протікає річка з однойменною назвою, де є річкова риба форель. У гірській місцевості збереглася багата флора, де є кілька найменувань цілющих трав. Фауна заповідника багата на гірських козлів, диких кабанів, а також на інші види тварин та птахів. Одне зі значних досягнень заповідника — створення штучної популяції бухарського оленя, збереження генофонду природних комплексів.

## Об'єкт туризму та відпочинку
Рамітська ущелина постановою Уряду Республіки Таджикистан оголошена зоною туризму, де є безліч об'єктів розміщення, харчування та надання медичних послуг. Заповідник розташований за понад 80 кілометрів від міста Душанбе, столиці Таджикистану. У Рамітській ущелині розташовані оздоровчі санаторії, дитячі табори відпочинку, гаряче джерело в містечку «Калтуч», де створено пансіонат для лікування громадян. Проїзд на територію заповідника організовується за погодженням з адміністрацією на транспорті.